# Lynn Townsend White
Lynn Townsend White Jr. (* 29. April 1907 in San Francisco, Kalifornien; † 30. März 1987) war ein US-amerikanischer Mediävist und Wissenschaftshistoriker mit Schwerpunkt in der Technologie des Mittelalters und ihren sozialen Auswirkungen.

## Leben
White wurde 1934 an der Harvard University promoviert. Er war 1943 bis 1958 Präsident des Mills College in Oakland sowie Professor für Geschichte des Mittelalters an der Princeton University, der Stanford University und von 1958 bis zu seiner Emeritierung 1974 an der University of California, Los Angeles. An der UCLA war er Direktor und Gründer des Center for Medieval and Renaissance Studies.
Für sein Hauptwerk Medieval Technology and Social Change erhielt er 1963 den Pfizer Award der History of Science Society. 1964 erhielt er die Leonardo da Vinci Medal und 1970 den Mercer Award und den Dexter Prize. Er war Fellow der American Association for the Advancement of Science, der American Philosophical Society, der American Academy of Arts and Sciences (1956) und der Académie internationale d’histoire des sciences. 1971/72 war er Präsident der History of Science Society, 1972/73 der Medieval Academy of America und 1973 der American Historical Association. Er war Kommandeur des Verdienstordens der Republik Italien (1971).
In seinem einflussreichen, doch umstrittenen Aufsatz The historical roots of our ecological crisis (Vortrag 1966) führte er die ökologische Krise als Folge der Industriellen Revolution auf eine jüdisch-christliche Einstellung der Beherrschung der Natur mit Wurzeln bis in das Mittelalter zurück. Dieser Artikel bewirkte u. a. kirchlich-ökologische Aktivitäten ab den 1980er Jahren, zunächst in der orthodoxen Ostkirche insbesondere durch Patriarch Bartholomaios, später in der katholischen Westkirche durch Papst Franziskus in seiner Enzyklika Laudato si’ von 2015.

## Rezeption
„Wenngleich ich nie eine Vorlesung bei ihm gehört habe, möchte ich auch Professor Lynn White, Jr., von der University of California at Los Angeles als meinen Lehrer betrachten, einfach deshalb, weil sein Buch Medieval Technology and Social Change für die Technikhistoriker meiner Generation das maßgebende Buch schlechthin war.“

„Diese einfachen, fast monokausalen Deutungsversuche komplexer historischer Prozesse fanden und finden Eingang in das wissenschaftliche Schrifttum, in Handbücher und Repetitorien zur mittelalterlichen Geschichte und sind bereits zu Inhalten eines allgemeinen Epochenbewußtseins geworden. Die „terrible simplification“ tritt an die Stelle behutsamer Quellen- und Sachanalyse.“

## Schriften
- Medieval Technology and Social Change, New York: Oxford University Press, 1962; (deutsch) Die mittelalterliche Technik und der Wandel der Gesellschaft, München 1968
- Latin Monasticism in Norman Sicily, Cambridge (Massachusetts), Mediaeval Academy of America, 1938 (ital. 1984)
- Educating our daughters. A challenge to the colleges, New York, Harper 1950
- Hrsg.: Frontiers of knowledge in the study of man, New York, Harper 1956
- Was beschleunigte den technischen Fortschritt im westlichen Mittelalter?, Technikgeschichte, Band 32, 1965, S. 201–220
- The historical roots of our ecological crisis, Science, Bd. 155, 1967, S. 1203–1207
- Hrsg.: Transformation of the roman world. Gibbon´s problem after two centuries, Berkeley, University of California Press 1966
- Machina ex deo. Essays in the dynamism of western culture, MIT Press 1968
- Medieval religion and technology, University of California Press 1978 (Aufsatzsammlung)